# 10659 Sauerland
10659 Sauerland è un asteroide della fascia principale. Scoperto nel 1971, presenta un'orbita caratterizzata da un semiasse maggiore pari a 3,1574885 UA e da un'eccentricità di 0,1228243, inclinata di 0,83312° rispetto all'eclittica.